# Mainfranken-Kaserne
Die Mainfranken-Kaserne ist eine Kaserne der Streitkräftebasis und des Zentralen Sanitätsdienstes der Bundeswehr in der unterfränkischen Stadt Volkach im Landkreis Kitzingen im Bundesland Bayern. Die Kaserne wurde als letzter Bundeswehrstandort in der Bundesrepublik Deutschland in den 1980er-Jahren errichtet. Der zugehörige Truppenübungsplatz Volkach-Nordheim in Nordheim am Main, ein Wasserübungsplatz, wurde zwischenzeitlich stillgelegt und als Flüchtlingsunterkunft genutzt. Mittlerweile ist er wieder reaktiviert.

## Geschichte
Die Stadt Volkach versuchte bereits in den 1950er-Jahren, die Voraussetzungen für den Aufbau eines Bundeswehrstandortes zu schaffen. Ein Stadtratsbeschluss vom 8. April 1959 ermöglichte den Kasernenneubau. Dennoch dauerte es noch bis in die 1960er-Jahre, bis konkrete Pläne vorlagen. Allerdings wurden diese Pläne erst im Jahr 1984 verwirklicht, als mit dem Bau der Volkacher Kaserne begonnen wurde.
Als erstes zog das Instandsetzungsbataillon 12 aus Hardheim und Niederstetten am 28. April 1986 in die Baulichkeiten ein, noch im selben Jahr, am 21. Oktober 1986, stationierte man zusätzlich das Pionierbataillon 12. Die Soldaten waren aus dem oberrheinischen Speyer nach Mainfranken gekommen. Zuvor fand eine fast vollständige Auswechslung der Mannschaft statt, sodass ein „fränkisches“ Bataillon die Kaserne bezog.
Am 8. November 1986 nahm der damalige Bundesverteidigungsminister Manfred Wörner die Namensvergabe der neuen Kaserne vor. Die Mainfranken-Kaserne war der letzte Neubau eines Bundeswehrstandortes in der Bundesrepublik und versuchte auch durch die hohen Umweltschutzstandards beim Bau die Volkacher Bevölkerung zu gewinnen. Insbesondere der Landschaftsschutz sowie Vogelschutzmaßnahmen an den Standorten wurden verwirklicht.
Zusätzlich etablierten sich die Soldaten in den 1980er-Jahren als Katastrophenhelfer. Im März 1988 war das Pionierbataillon 12 im Hochwassereinsatz in und um Volkach eingespannt. Nach einigen verheerenden Stürmen im Februar und März 1990 etablierte sich das Bataillon als Helfer der Forstwirte und beseitigte vor allem Waldschäden. Nach dem Beitritt der DDR zur Bundesrepublik begann allerdings eine Neuausrichtung der Truppe, die auch in Volkach spürbar wurde.
Nachdem die Bundeswehr auch vermehrt friedenssichernde Einsätze im Ausland absolviert hatte, bei denen auch Volkacher Soldaten beteiligt waren, wurde im Jahr 2004 das Pionierbataillon 12 aus Volkach abgezogen. Bereits 2002 war allerdings das Instandsetzungsbataillon 466 in der Mainfranken-Kaserne stationiert worden. Seit April 2006 etablierte sich zusätzlich das Logistikbataillon 467 hier. Nach der Aussetzung der Wehrpflicht im Jahr 2011 wurde das Instandsetzungsbataillon aufgelöst. In Volkach verblieb nur noch das Logistikbataillon 467.
Im Rahmen der "Zeitenwende" wurde am 12. Oktober 2023 das Logistikregiment 4 in der Mainfranken-Kaserne aufgestellt.

## Stationierte Einheiten (Auswahl)

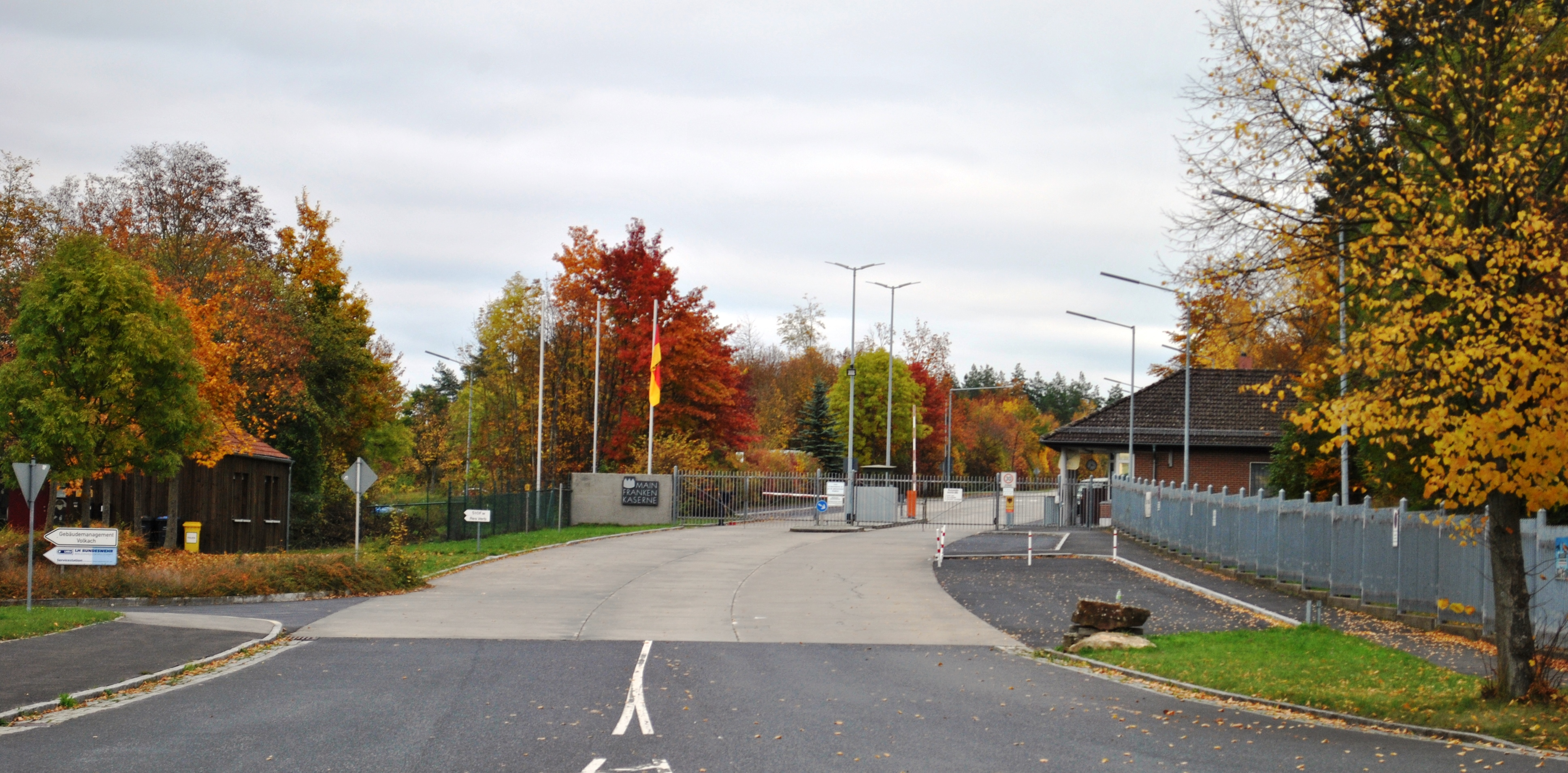
Der Eingangsbereich der Kaserne

Das Pionierbataillon 12, das zunächst die Mainfranken-Kaserne bezog, bestand aus insgesamt fünf Kompanien. Neben der Stabs- und Versorgungskompanie, an die auch eine kleine Kfz-Gruppe angegliedert war, bestanden insgesamt drei Pionierkompanien. Sie bestanden jeweils aus etwa 110 Soldaten und waren auf unterschiedliche Arbeiten spezialisiert. In der 5. Kompanie waren neben den Pionier- und Brückenkräften auch eine Pioniertauchergruppe und eine Übersetzgruppe organisiert.
Allgemeiner Aufbau Pionierbataillon 12 in Volkach (1990):
- 1. Kompanie: Stabs- und Versorgungskompanie
- 2. Kompanie: Überwindung von Gewässern
- 3. Kompanie: Sprengen
- 4. Kompanie: Luftversorgung
- 5. Kompanie: Pionier- und Brückenkompanie (mit Taucher- und Übersetzgruppe)[4]

Im Jahr 2009 dienten etwa 1700 Soldaten und Soldatinnen in Volkach, viele kamen aus den neuen Bundesländern. Zusätzlich zu den Militärs waren 43 zivile Mitarbeiter hier angestellt. Neben den beiden Bataillonen unterhielt das Sanitätszentrum Veitshöchheim eine Außenstelle in Volkach. Sie wurde im Jahr 1994 etabliert und im Jahr 2005 zu einer Sanitätsstaffel umgewandelt, die neben der truppenärztlichen Behandlung auch die Gesundheitsuntersuchung für die Auslandseinsätze sicherstellte.
Die Logistische Steuerstelle 7 (LogSt7) stellte die Versorgung der Truppen am Standort sicher und koordinierte auch die Essensausgabe in der Kaserne. Ein Feldwebel für Reservistenangelegenheiten (FwRes) hatte seinen Sitz im Standort. Ein Reservistenverein, organisiert im Verband der Reservisten der Deutschen Bundeswehr (VdRBw) etablierte sich zusätzlich. Der Standortservice Volkach war für die Beratung der Soldaten in finanziellen Angelegenheiten und für die Zahlung der Bezüge zuständig.
| Allgemeiner Aufbau Instandsetzungsbataillon 466 in Volkach (2009): - 1. Kompanie: ca. 125 Soldaten, Stabs- und Versorgungskompanie - 2. Kompanie: ca. 149 Soldaten, Systeminstandsetzung - 3. Kompanie: Instandsetzung Schadgerät - 4. Kompanie: ca. 148 Soldaten, Systeminstandsetzung bei Eingreifoperationen - 5. Kompanie: Bergung, Prüfung, Gefechtsinstandsetzung |  | Allgemeiner Aufbau Logistikbataillon 467 in Volkach (2009): - 1. Kompanie: Stabs- und Versorgungskompanie - 2./3. Kompanie: Gemischte Nachschubkompanien - 4. Kompanie: Unterstützung der Eingreifkräfte - 5. Kompanie: Instandsetzung von militärischem Gerät - 6. Kompanie: Einsätze im Rahmen NATO Response Force |  |

Im Zuge der Erweiterung des Aufgabenbereichs der Bundeswehr und der Etablierung von Auslandseinsätzen, leisteten auch Volkacher Soldaten Dienst. Das Instandsetzungsbataillon 466 schickte 21 Männer und Frauen in den Kosovo (KFOR), 18 Soldaten begleiteten den Einsatz in Afghanistan (ISAF). Daneben stellte das Logistikbataillon 467 Kräfte für die NATO Response Force (NRF) und für die EU Battlegroups. 2013 leisteten die Soldaten logistische Unterstützung für die Active Fence Tuerkei (AFT).

## Truppenübungsplatz Volkach-Nordheim
Ein Munitionsdepot entstand in unmittelbarer Nähe zur Kaserne beim Halbmeilensee. Der Schießplatz wurde etwa 2 km südlich der Kaserne errichtet. Der Truppenübungsplatz der Mainfranken-Kaserne wurde zwischen der Stadt Volkach und der nahegelegenen Gemeinde Nordheim am Main geplant. Da für die Pionier-Übungen Wasserflächen zur Verfügung stehen mussten, wollten die Verantwortlichen den Übungsplatz am sogenannten Altmain etablieren. Ab 1985 kam es deshalb zu Protesten der örtlichen Winzer, weil das Landschaftsschutzgebiet Volkacher Mainschleife vom Bau betroffen war. Die Weinbauern legten sogar Verfassungsbeschwerde ein, scheiterten jedoch.
Die Proteste waren wohl auch der Grund dafür, dass beim Bau vermehrt auf Umweltschutzstandards Rücksicht genommen wurde. Am Wasserübungsplatz wurden drei Biotope neu angelegt und die restlichen Flächen ohne Dünge- und Unkrautvernichtungsmittel gepflegt. Neben weiteren Vogelschutzmaßnahmen, wie 118 Nistkästen in den Fassaden der Gebäude, legte man auch Einflugschlitze für seltene Fledermausarten an und errichtete eine Steilmauer für die Uferschwalbe.
Nach dem Abzug des Pionierbataillons, der Instandsetzungsbataillone und der Neuorganisation des Logistikbataillons 467 im Zuge der Bundeswehrreform standen die Baulichkeiten in Nordheim ab dem Frühjahr 2015 leer. Während der Flüchtlingskrise plante man zunächst 400 Geflüchtete in den freien Hallen zu versorgen. Nachdem die Gemeinde Nordheim aufgrund ihrer geringen Größe protestiert hatte, beschränkte sich die Flüchtlingszahl auf 200 Personen.